# Municipio de Searcy
Searcy Township era una subdivisión territorial del condado de Cross, Arkansas, Estados Unidos. Según el censo de 2020, en ese momento tenía una población de 1211 habitantes.
Tiene un código de clase X0, que implica que ha sido disuelta por la Oficina del Censo.

## Geografía
La subdivisión estaba ubicada en las coordenadas 35°19′39″N 90°46′16″O / 35.32750, -90.77111 (35.327474, -90.771246). Según la Oficina del Censo, tenía una superficie total de 269.93 km², de los cuales 268.65 km² correspondían a tierra firme y 1.28 km² estaban cubiertos de agua.

## Demografía
Según el censo de 2020, en ese momento había 1211 personas residiendo en la zona. La densidad de población era de 4.51 hab./km². El 90.34 % de los habitantes eran blancos, el 5.37 % eran afroamericanos, el 0.08 % era amerindio, el 0.17 % eran asiáticos, el 0.50 % eran de otras razas y el 3.55 % eran de una mezcla de razas. Del total de la población, el 1.65 % eran hispanos o latinos de cualquier raza.